# Otto Paul Hermann Diels
Otto Paul Hermann Diels (Amburgo, 23 gennaio 1876 – Kiel, 7 marzo 1954) è stato un chimico tedesco che nel 1928, con il suo allievo Kurt Alder, scoprì la reazione che dal loro cognome  è detta reazione di Diels-Alder o anche sintesi dei dieni perché utilizza i dieni o diolefine (idrocarburi con molecole a due doppi legami coniugati) in combinazione con i dienofili (una vasta classe di composti insaturi) per la sintesi di molte sostanze organiche.
La reazione di Diels-Alder (che nel 1950 fruttò ai suoi scopritori il premio Nobel per la Chimica) è di enorme importanza nell'industria petrolchimica e nella produzione sintetica di composti organici di vastissimo impiego, come fertilizzanti, materie plastiche e prodotti farmaceutici.
Nel 1906 Diels era diventato professore titolare di chimica all'Università di Berlino, dove aveva conseguito la laurea.
Nel 1916 ottenne la cattedra all'Università di Kiel dove rimase fino al 1948. Diede importanti contributi anche alla chimica degli steroli.